# نيكولاي نيكولسكي
نيكولاي كابيتونوفيتش نيكولسكي (مواليد 16 نوفمبر 1940) (بالروسية: Николай Капитонович Никольский) هو رياضياتي روسي، متخصص في التحليل المعقد والتحليل الدالي.

## مسيرته
حصل نيكولسكي سنة 1966 على درجة الدكتوراه في العلوم (PhD) من جامعة لينينغراد الحكومية تحت إشراف «فيكتور خافين».
في عام 1973 حصل على درجة الدكتوراه في العلوم (شهادة التأهل للأستاذية). كان أكاديميًا في معهد ستيكلوف للرياضيات في لينينغراد. في التسعينيات، أصبح أستاذا في جامعة بوردو.
تتناول أبحاث نيكولسكي نظرية المشغل والتحليل التوافقي والتحليل المعقد.
في عام 2012 تم انتخابه زميلا في مجتمع الرياضيات الأمريكي.
من بين طلابه : نيكولاي ماكاروف وألكسندر فولبيرج.

## روابط خارجية
- mathnet.ru
- Nicolas Nikolski, fiche personnelle, Université de Bordeaux